# Rede CNT

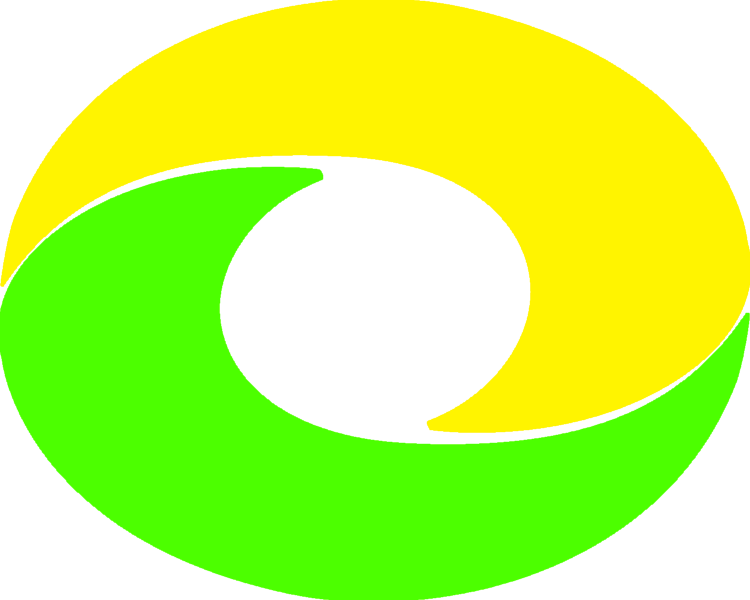
Logo CNT 2016-presente

Central Nacional de Televisão, más conocida por Rede CNT y CNT, es una de las principales cadenas de televisión en Brasil.

## Historia

### TV Tropical
El 15 de marzo de 1979, entra en el aire de la televisión tropical, emisora fundada por José Carlos Martínez hasta su muerte en 2003. Uniéndose a Rede Globo, ahora retransmitió la programación de Rede Bandeirantes meses más tarde, alcanzando las tasas de audiencia más altas en el norte y noroeste de Paraná, además de algunas ciudades en el sur del estado de Sao Paulo.
En ese momento destacaba el Jornal do Meio-Dia, noticia televisiva tradicional de la emisora y la Cadena, presentada por el reportero de policía Luiz Carlos Alborghetti, uno de los grandes campeones de audiencia de esta época.
Su sede se ubica en la ciudad de Curitiba, Paraná, además de contar con importantes sucursales en puntos estratégicos por todo el país, como: Río de Janeiro, Londrina, São Paulo, Brasília y Salvador.
Actualmente la Red CNT tiene solamente Dos horas de programación, Entre 0 a 22 horas es la programación independiente es de la " igreja universal do reino de deus".
El 5 de febrero de 2013, los principales sitios informaron que la Familia Martínez vendió la CNT a Valdemiro Santiago (líder de la Iglesia Mundial del Poder de Dios) por R$ 500 millones. El valor impresionado por la coyuntura actual de la estación, que es desguazada y no estructurada.[cita requerida] Sólo en marzo, en una declaración en el propio sitio web de la red, la familia Matinez denegó la venta.[cita requerida]